# Donna Dixon
Donna Dixon (Alexandria, 20 de julho de 1957) é uma atriz norte-americana.

## Filmografia
- Bosom Buddies (1980–1982)
- Doctor Detroit (1983)
- Twilight Zone: The Movie (1983)
- Spies Like Us (1985)
- The Couch Trip (1988)
- Lucky Stiff (1988)
- Speed Zone! (também conhecido como Cannonball Run 3) (1989)
- Wayne's World (1992)

- Donna Dixon. no IMDb.